# Weisel
Weisel là một municipality in the huyện Rhein-Lahn, bang Rheinland-Pfalz, in phía tây nước Đức.